# 英格爾斯造船廠
（又譯殷格斯造船廠）是一家位于美国密西西比州帕斯卡古拉帕斯卡古拉河畔的造船厂。

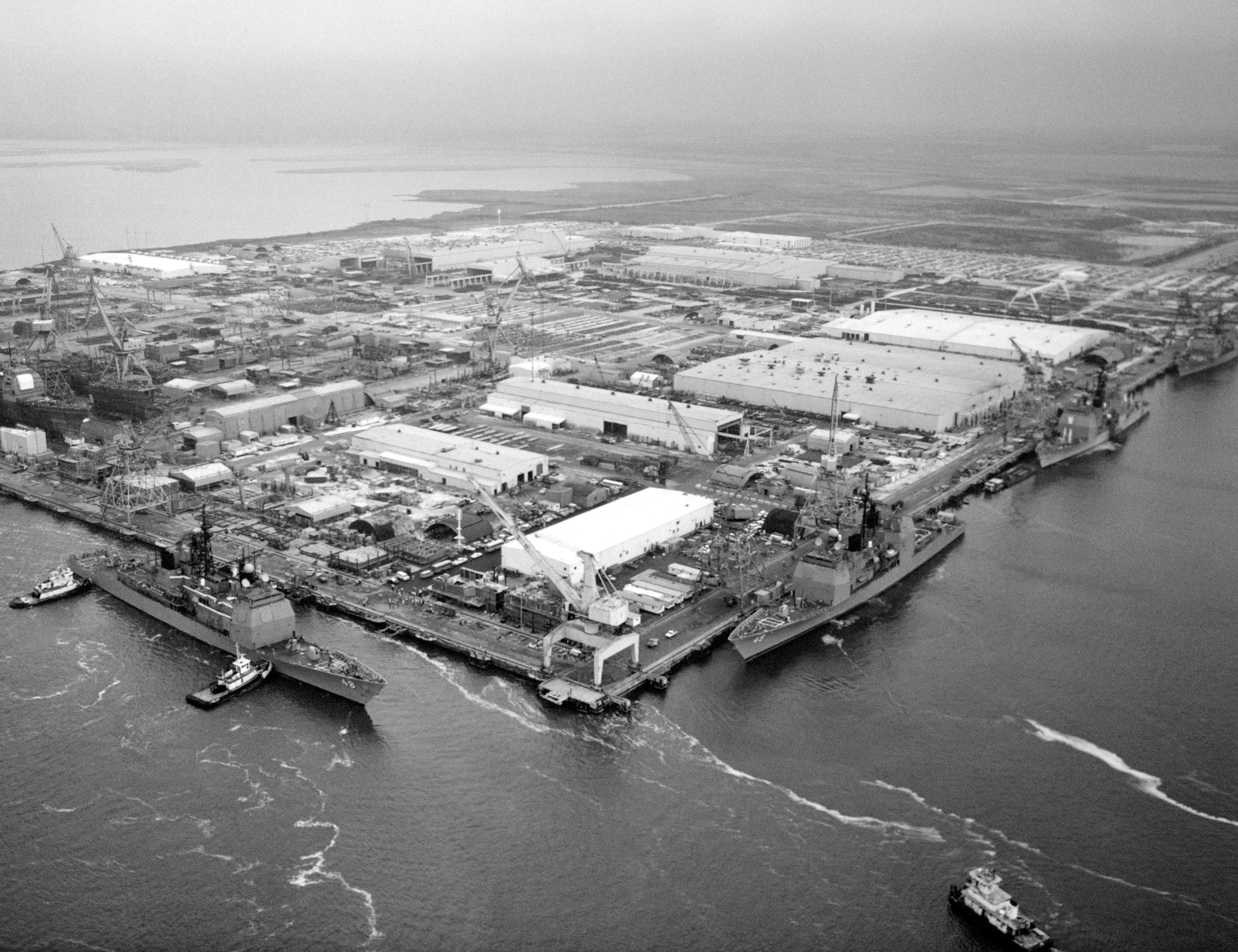
1985 年英格爾斯造船廠鳥瞰圖。這張照片中可見（碼頭邊，從左到右）：約克鎮號(CG-48)、文森斯號(CG-49)、福吉谷號(CG-50)和邦克山號(CG-52)。 岸上正在建造的是莫比爾灣號(CG-53)和安提坦號(CG-54)

英格爾斯造船廠建于1938年，现在是亨廷顿·英格尔斯工业（HII）的一个部门。

## 历史
1938年阿拉巴马州伯明翰市的老羅伯特·殷格斯在密西西比州的帕斯卡古拉河东岸成立了英戈尔斯造船公司，厂址位于帕斯卡古拉河流入墨西哥湾的入海口处。船厂建立初期主要建造民用船舶。20世纪50年代开始投标美国海军的项目，1957年赢得了为美国海军建造12艘核动力攻击潜艇的项目合同。
1961年Litton Industries购得英戈尔斯造船厂，1968年船厂的设施和面积扩大至帕斯卡古拉河的西岸。1977年英戈尔斯造船厂的雇员人数达到顶峰，拥有25000名员工。2001年4月诺斯洛普·格鲁门公司收购Litton Industries。
2005年8月25日，受到卡特里娜飓风的袭击,船厂设施受损，大部分在船坞和厂房中的船只逃过了飓风的袭击未遭损害。但由于厂内大部分的建筑、大部分的车辆和大型桥吊被飓风破坏，船厂短暂停工。
2011年3月31日，诺斯洛普·格鲁门公司将旗下的造船业务拆分剥离成立了新公司亨廷顿·英戈尔斯工业公司。

## 产品
尽管也生产离岸钻井平台和油游轮，但军用船舶仍是英戈尔斯造船厂的主要产品。在20世纪50年代，船厂曾尝试进入内燃机车市场。
由英戈尔斯造船厂建造的船舶包括：

### 潜艇
- 白鱼级潜艇
  - 蓝背鱼号潜艇 (USS Blueback (SS-581)
- 鲣鱼级核潜艇
  - 杜父魚號核動力攻擊型潛艇 (USS Sculpin (SSN-590)
- 長尾鯊級核動力攻擊型潛艇
  - 魮魚號核動力攻擊型潛艇 (USS Barb (SSN-596)
  - 雅羅魚號核動力攻擊型潛艇 (USS Dace (SSN-607)
  - 黑線鱈號核動力攻擊型潛艇 (USS Haddock (SSN-621)
- 鲟鱼级攻击型核潜艇
  - 裸首梳唇隆頭魚號攻擊型核潛艇 (USS Tautog (SSN-639)
  - 大西洋油鯡號攻擊型核潛艇 (USS Pogy (SSN-647)
  - 金吉鱸號攻擊型核潛艇 (USS Aspro (SSN-648)
  - 金槍魚號攻擊型核潛艇 (USS Tunny (SSN-682)

### 護衛艦
- 薩爾5型護衛艦
  - 埃拉特号护卫舰 (INS Eilat (501)
  - 拉哈维号护卫舰 (INS Lahav (502)
  - 哈尼特号护卫舰 (INS Hanit (503)

### 驱逐舰
- 福雷斯特·雪曼級驅逐艦
  - 赫爾號驅逐艦(USS Hull (DD-945)
  - 埃德森號驅逐艦 (USS Edson DD-946)
  - 薩默斯號驅逐艦 (USS Somers (DD-947/DDG-34)
- 斯普鲁恩斯级驱逐舰
  - 斯普魯恩斯號驅逐艦 (USS Spruance (DD-963)
  - 保羅·F·福斯特號 (USS Paul F. Foster (DD-964)
  - 金凱德號 (USS Kinkaid (DD-965)
  - 休伊特號 (USS Hewitt (DD-966)
  - 艾略特號 (USS Elliot (DD-967)
  - 亞瑟·W·拉德福號 (USS Arthur W. Radford (DD-968)
  - 彼得森號 (USS Peterson (DD-969)
  - 卡隆號 (USS Caron (DD-970)
  - 大衛·R·雷號 (USS David R. Ray (DD-971)
  - 奧登道夫號 (USS Oldendorf (DD-972)
  - 約翰·楊號 (USS John Young (DD-973)
  - 德格拉斯伯爵號 (USS Comte de Grasse (DD-974)
  - 奧拜恩號 (USS O'Brien (DD-975)
  - 梅里爾號 (USS Merrill (DD-976)
  - 布里斯科號 (USS Briscoe (DD-977)
  - 史坦普號 (USS Stump (DD-978)
  - 康路尼號 (USS Conolly (DD-979)
  - 穆斯布魯格號 (USS Moosbrugger (DD-980)
  - 約翰·漢考克號 (USS John Hancock (DD-981)
  - 聶高信號 (USS Nicholson (DD-982)
  - 約翰·羅傑斯號 (USS John Rodgers (DD-983)
  - 萊夫域治號 (USS Leftwich (DD-984)
  - 顧盛號 (USS Cushing (DD-985)
  - 哈利·W·希爾號 (USS Harry W. Hill (DD-986)
  - 歐班農號 (USS O'Bannon (DD-987)
  - 托恩號 (USS Thorn (DD-988)
  - 戴約號 (USS Deyo (DD-989)
  - 英格索爾號 (USS Ingersoll (DD-990)
  - 法夫號 (USS Fife (DD-991)
  - 佛萊契爾號 (USS Fletcher (DD-992)
  - 海勒號 (USS Hayler (DD-997)
- 紀德级驱逐舰
  - 紀德號驱逐舰 (USS Kidd (DDG-993)（现DDG-1801 紀德號 / 基隆號）
  - 卡拉漢號驱逐舰 (USS Callaghan (DDG-994)（现DDG-1802 明德號 / 蘇澳號）
  - 斯科特號驱逐舰 (USS Scott (DDG-995)（现DDG-1803 同德號 / 左營號）
  - 錢德勒號驱逐舰 (USS Chandler (DDG-996)（现DDG-1805 武德號 / 馬公號）
- 阿利·伯克级驱逐舰
  - 巴里号驱逐舰 (USS Barry (DDG-52)
  - 斯托特号驱逐舰 (USS Stout (DDG-55)
  - 米彻尔号驱逐舰 (USS Mitscher (DDG-57)
  - 拉塞尔号驱逐舰 (USS Russell (DDG-59)
  - 拉梅奇号驱逐舰 (USS Ramage (DDG-61)
  - 斯特西姆号驱逐舰（USS Stethem (DDG-63)
  - 本福尔德号驱逐舰（USS Benfold (DDG-65)
  - 科尔号导弹驱逐舰 (USS Cole DDG-67)
  - 米利厄斯号驱逐舰 (USS Milius (DDG-69)
  - 罗斯号驱逐舰（USS Ross (DDG-71)
  - 麦克福尔号驱逐舰（USS McFaul (DDG-74)
  - 波特号驱逐舰（USS Porter (DDG-78)
  - 罗斯福号驱逐舰（USS Roosevelt (DDG-80)
  - 拉森号驱逐舰（USS Lassen (DDG-82)
  - 巴尔克利号驱逐舰（USS Bulkeley (DDG-84)
  - 肖普号驱逐舰（USS Shoup (DDG-86)
  - 普雷贝尔号驱逐舰（USS Preble (DDG-88)
  - 马斯廷号驱逐舰（USS Mustin (DDG-89)
  - 平克尼号驱逐舰（USS Pinckney (DDG-91)
  - 锺云号驱逐舰 (USS Chung-Hoon (DDG-93)
  - 詹姆斯·E·威廉斯号驱逐舰（USS James E. Williams (DDG-95)
  - 哈尔西号驱逐舰（USS Halsey (DDG-97)
  - 福里斯特·舍曼号驱逐舰（USS Forrest Sherman (DDG-98)
  - 基德号驱逐舰（USS Kidd (DDG-100)
  - 特鲁斯顿号驱逐舰 (USS Truxtun (DDG-103)
  - 杜威号驱逐舰（USS Dewey (DDG-105)
  - 格雷夫里号驱逐舰 (USS Gravely (DDG-107)
  - 威廉·P·劳伦斯号驱逐舰（USS William·P·Lawrence (DDG-110)
  - 约翰·费恩号驱逐舰（USS John Finn (DDG-113)
  - 拉尔夫·约翰逊号驱逐舰 (USS Ralph·Johnson (DDG-114)（英语：USS Ralph Johnson）
  - 保罗·伊格内修斯号驱逐舰 (USS Paul Ignatius (DDG-117)
  - 德爾伯特·D·布萊克號驅逐艦 (USS Delbert D.Black (DDG-119)
  - 小法蘭克·E·派特森號驅逐艦 (USS Frank E. Petersen Jr (DDG-121)
  - 蕾娜·薩克利夫·希格比号驱逐舰 (USS Lenah H. Sutcliffe Higbee (DDG-123)（英语：USS Lenah Sutcliffe Higbee）
  - 杰克·H·卢卡斯号驱逐舰 (USS Jack H. Lucas (DDG-125)（英语：USS Michael G. Mullen）
  - 泰德·史蒂文斯号驱逐舰 (USS Ted Stevens (DDG-128)
  - 杰里迈亚·登顿号驱逐舰 (USS Jeremiah Denton (DDG-129)
  - 乔治·M·尼尔号驱逐舰 (USS George M. Neal (DDG-131)
  - 山姆·纳恩号驱逐舰 (USS Sam Nunn (DDG-133)
  - 泰德·柯克兰号驱逐舰 (USS Thad Cochran (DDG-135)
  - 約翰·F·雷曼號驅逐艦 (USS John F. Lehman (DDG-137)
  - 特雷斯弗罗·特立尼达号驱逐舰 (USS Telesforo Trinidad (DDG-139)
  - 欧内斯特·E·埃文斯号驱逐舰 (USS Ernest E. Evans (DDG-141)
  - 理查德·J·丹齐格号驱逐舰 (USS Richard J. Danzig (DDG-143)

### 巡洋舰
- 提康德罗加级导弹巡洋舰
  - 提康德羅加號飛彈巡洋艦 (USS Ticonderoga (CG-47)
  - 約克鎮號飛彈巡洋艦 (USS Yorktown (CG-48)
  - 文森尼斯號飛彈巡洋艦 (USS Vincennes (CG-49)
  - 福治谷號飛彈巡洋艦 (USS Valley Forge (CG-50)
  - 碉堡山號導彈巡洋艦 (USS Bunker Hill (CG-52)
  - 莫比爾灣號飛彈巡洋艦 (USS Mobile Bay (CG-53)
  - 安提頓號飛彈巡洋艦 (USS Antietam (CG-54)
  - 雷伊泰灣號飛彈巡洋艦 (USS Leyte Gulf (CG-55)
  - 聖哈辛托號飛彈巡洋艦 (USS San Jacinto (CG-56)
  - 尚普蘭湖號飛彈巡洋艦 (USS Lake Champlain (CG-57)
  - 普林斯頓號飛彈巡洋艦 (USS Princeton (CG-59)
  - 罗伯特·斯莫斯號導彈巡洋艦 (USS Robert Smalls (CG-62) (原“錢斯勒斯維爾号 USS Chancellorsville”，2023年3月1日更现名)
  - 长津號飛彈巡洋艦 (USS Chosin (CG-65)
  - 顺化市飛彈巡洋艦 (USS Hué City (CG-66)
  - 安濟奧號飛彈巡洋艦 (USS Anzio (CG-68)
  - 維克斯堡號飛彈巡洋艦 (USS Vicksburg (CG-69)
  - 聖喬治角號飛彈巡洋艦 (USS Cape St. George (CG-71)
  - 維拉灣號導彈巡洋艦 (USS Vella Gulf (CG-72)
  - 罗亚尔港号巡洋舰 (USS Port Royal (CG-73)

### 船坞登陆舰
- 奧斯汀級船塢登陸艦
  - 克利夫蘭號兩棲船塢運輸艦 (USS Cleveland (LPD-7)
  - 迪比克號兩棲船塢運輸艦 (USS Dubuque (LPD-8)
- 聖安東尼奧級兩棲船塢運輸艦
  - 梅薩維德號兩棲船塢運輸艦 (USS Mesa Verde (LPD-19)
  - 聖地牙哥號兩棲船塢運輸艦 (USS San Diego (LPD-22)
  - 阿靈頓號兩棲船塢運輸艦 (USS Arlington (LPD-24)
  - 約翰·P·穆爾沙號兩棲船塢運輸艦 (USS John P. Murtha (LPD-26)
  - 波特蘭號兩棲船塢運輸艦 (USS Portland (LPD-27)
  - 勞德代爾堡號兩棲船塢運輸艦 (USS Fort Lauderdale (LPD-28)
  - 小理查德·M·麥庫爾號兩棲船塢運輸艦 (USS Richard M. McCool Jr. (LPD-29)
  - 哈里斯堡號兩棲船塢運輸艦 (USS Harrisburg (LPD-30)
  - 匹茲堡號兩棲船塢運輸艦 (USS Pittsburgh (LPD-31)
  - 費城號兩棲船塢運輸艦 (USS Philadelphia (LPD-32)
  - 特拉維斯·曼尼恩號兩棲船塢運輸艦(USS Travis Manion (LPD-33)

### 两栖攻击舰
- 硫磺岛级两栖攻击舰
  - 的黎波里號两栖攻击舰 (USS Tripoli (LPH-10)
  - 仁川号两栖攻击舰 (USS Inchon (LPH-12)
- 塔拉瓦级两栖攻击舰
  - 塔拉瓦號兩棲突擊艦 (USS Tarawa (LHA-1)
  - 塞班號兩棲突擊艦 (USS Saipan (LHA-2)
  - 貝洛森林號兩棲突擊艦 (USS Belleau Wood (LHA-3)
  - 拿騷號兩棲突擊艦 (USS Nassau (LHA-4)
  - 貝里琉號兩棲突擊艦 (USS Peleliu (LHA-5)
- 黄蜂级两栖攻击舰
  - 黄蜂号两栖攻击舰 (USS Wasp (LHD-1)
  - 埃塞克斯号两栖攻击舰 (USS Essex (LHD-2)
  - 基萨奇山号两栖攻击舰 (USS Kearsarge (LHD-3)
  - 拳师号两栖攻击舰 (USS Boxer (LHD-4)
  - 巴丹号两栖攻击舰 (USS Bataan (LHD-5)
  - 好人理查德号两栖攻击舰 (USS Bonhomme Richard (LHD-6)
  - 硫磺岛号两栖攻击舰 (USS Iwo Jima (LHD-7)
  - 马金岛号两栖攻击舰 (USS Markin Island (LHD-8)
- 美国级两栖攻击舰
  - 美利坚号两栖攻击舰（USS America LHA-6)
  - 的黎波里号两栖攻击舰 (USS Tripoli (LHA-7)
  - 布干维尔号两栖攻击舰 (USS Bougainville (LHA-8)
  - 费卢杰号两栖攻击舰 (USS Fallujah (LHA-9)

### 巡逻舰
- 传奇级巡逻舰
  - 巴索夫号巡逻舰(USCGC Bertholf (WMSL-750)
  - 斯特拉顿号巡逻舰 (USCGC Stratton (WMSL-751)
  - 汉密尔顿号巡逻舰 (USCGC Hamilton (WMSL-753)
  - 詹姆斯号巡逻舰 (USCGC James (WMSL-754)
  - 门罗号巡逻舰 (USCGC Munro (WMSL-755)
  - 金博尔号巡逻舰 (USCGC Kimball (WMSL-756)
  - 米吉特号巡逻舰 (USCGC Midgett (WMSL-757)
  - 斯通号巡逻舰 (USCGC Stone (WMSL-758)
  - 卡尔霍恩号巡逻舰 (USCGC Calhoun (WMSL-759)
  - 弗里德曼号巡逻舰 (USCGC Friedman (WMSL-760) (2025年建造中取消）

### 船塢登陸艦
- 湯瑪斯敦級船塢登陸艦
  - 湯瑪斯敦號船塢登陸艦(USS Thomaston (LSD-28)
  - 普利茅斯岩石號船塢登陸艦 (USS Plymouth Rock (LSD-29)
  - 斯內林堡號船塢登陸艦 (USS Fort Snelling (LSD-30)
  - 第凡恩斯角號船塢登陸艦 (USS Point Defiance (LSD-31)
  - 斯畢格樹林號船塢登陸艦 (USS Spiegel Grove (LSD-32)
  - 阿拉摩號船塢登陸艦 (USS Alamo (LSD-33)
  - 修道院號船塢登陸艦 (USS Hermitage (LSD-34)
  - 蒙蒂塞洛號船塢登陸艦 (USS Monticello (LSD-35)
- 安克拉治級船塢登陸艦
  - 安克拉治号船塢登陸艦 (USS Anchorage (LSD-36)

### 坦克登陸艦
- 泰勒博恩堂區級戰車登陸艦
  - 弗農縣號戰車登陸艦 (USS Vernon County (LST-1161)
  - 沃凱亞庫姆縣號戰車登陸艦(USS Wahkiakum County(LST-1162)
  - 瓦多縣號戰車登陸艦 (USS Waldo County (LST-1163)
  - 沃爾沃思郡號戰車登陸艦 (USS Walworth County (LST-1164)
  - 瓦肖郡號戰車登陸艦 (USS Washoe County(LST-1165)

## 重建船舶
由英格爾斯造船廠修復重建的船舶包括：
- 艾奧瓦號戰艦 (USS Iowa (BB-61)
- 威斯康辛號戰艦 (USS Wisconsin (BB-64)

## 外部連結
- Official website （页面存档备份，存于）

30°20′51″N 88°34′30″W / 30.347371°N 88.575017°W
1. ↑  . 自由時報電子報. 2022年12月6日  [2023年9月9日]. （原始内容存档于2022年12月6日）.
2. ↑  . 新华网.
3. ↑  . 數位典藏與學習聯合目錄.   [2022-10-07]. （原始内容存档于2022-10-07）.
4. ↑  . 文化部國家文化記憶庫.   [2022-10-07]. （原始内容存档于2022-10-09）.
5. ↑  柯堯文.  (碩士论文). 國立中央大學. 2009年7月8日.